# Damon Knight Memorial Grand Master Award
Damon Knight Memorial Grand Master Award (ang. Nagroda Wielkiego Mistrza imienia Damona Knighta) – nagroda literacka, przyznawana od 1975 przez Stowarzyszenie Amerykańskich Pisarzy SF i Fantasy (Science Fiction and Fantasy Writers of America) żyjącym autorom za całokształt osiągnięć w dziedzinie science fiction lub fantasy.
Choć wręczana jest podczas ceremonii wręczenia Nebuli, oficjalnie nie jest związana z tą nagrodą. Potocznie jednak nazywana jest często „Nebula Grand Master Award”. Pierwotnie nagroda nazywała się po prostu „Grand Master Award”, jednakże w 2002 zmieniono jej nazwę na cześć Damona Knighta, zmarłego założyciela SFWA.

## Laureaci nagrody
Lista Wielkich Mistrzów, według roku ogłoszenia:
- 1975: Robert A. Heinlein
- 1976: Jack Williamson
- 1977: Clifford D. Simak
- 1979: L. Sprague de Camp
- 1981: Fritz Leiber
- 1984: Andre Norton
- 1986: Arthur C. Clarke
- 1987: Isaac Asimov
- 1988: Alfred Bester
- 1989: Ray Bradbury
- 1991: Lester del Rey
- 1993: Frederik Pohl
- 1995: Damon Knight
- 1996: A.E. van Vogt
- 1997: Jack Vance
- 1998: Poul Anderson
- 1999: Hal Clement (Harry Stubbs)
- 2000: Brian W. Aldiss
- 2001: Philip José Farmer
- 2003: Ursula K. Le Guin
- 2004: Robert Silverberg
- 2005: Anne McCaffrey
- 2006: Harlan Ellison
- 2007: James Gunn
- 2008: Michael Moorcock
- 2009: Harry Harrison
- 2010: Joe Haldeman
- 2012: Connie Willis
- 2013: Gene Wolfe
- 2014: Samuel R. Delany
- 2015: Larry Niven
- 2016: C.J. Cherryh
- 2017: Jane Yolen
- 2018: Peter S. Beagle
- 2019: William Gibson
- 2020: Lois McMaster Bujold
- 2021: Nalo Hopkinson(inne języki)
- 2022: Mercedes Lackey
- 2023: Robin McKinley(inne języki)
- 2024: Susan Cooper